# پرین سوپارات
پرین سوپارات (تایلندی: ปริญ สุภารัตน์؛ زادهٔ ۱۹ مارس ۱۹۹۰) که در عرصه جهانی با نام مارک پرین شناخته می‌شود، بازیگر و مدل تایلندی است. پرین در برنامه‌های تلویزیونی کانال ۳ حضور دارد. او بیشتر به خاطر نقش آفرینی در سریال‌های ریشه (۲۰۱۷) (Rak Nakara)، امواج زندگی (۲۰۱۷)، شوهر قانونی من (۲۰۲۰) و آفتاب همیشگی من (۲۰۲۰) معروف است.

## زندگی شخصی
پرین در دانشکدهٔ گردشگری و مهمان‌نوازی دانشگاه رانگسیت از طریق بورسیه ورزشی حضور یافت. او دارای کمربند سیاه جودو (در بخش میان وزن) است و عضو تیم جودو دانشگاه رانگسیت بود.